# 1954 في فنزويلا
فيما يلي قوائم الأحداث التي وقعت خلال عام 1954 في فنزويلا.

## رياضة
- 1 يناير – الدوري الفنزويلي الممتاز 1954 الفائز C.D. Vasco [الإنجليزية]‏.
- 1 يناير – كوبا أمريكا تحت 20 سنة 1954 الفائز منتخب أوروغواي تحت 20 سنة لكرة القدم.

## مواليد

### يناير
- 1 يناير – إسماعيل غارسيا سياسي فنزويلي.
- 23 يناير – فرانكو دي فيتا

### مايو
- 20 مايو – مريام اوتشوا ممثلة فنزويلية.

### يوليو
- 28 يوليو – هوغو تشافيز أحد رؤساء فنزويلا.

### أغسطس
- 30 أغسطس – خيسوس توريس دراج فنزويلي.

## وفيات

### مايو
- 31 مايو – بيدرو خوسيه غوتيريز (مواليد 1870) موسيقي فنزويلي.

### أغسطس
- 23 أغسطس – بيدرو سيزار دومينيسي (مواليد 1873)